# Gammarus bousfieldi
Espèce
Statut de conservation UICN

 VU D2 : Vulnérable
Gammarus bousfieldi, communément appelé Gammare de Bousfield (ou Bousfield's Amphipod par les anglophones), est une espèce de crustacés malacostracés amphipodes de la famille des gammaridés qui est endémique de l'Amérique du Nord et qui est aujourd'hui classée comme espèce vulnérable par l'UICN (liste rouge).
Cette espèce n'a été décrite qu'en 1961 après avoir été découverte dans certains torrents du Kentucky.

## Habitat et aire de répartition
Certaines rivières et torrents d'Amérique du Nord.

## Menaces
La principale menace pour l'espèce est la contamination des eaux par des polluants et en particulier par des pesticides, d'autres toxiques ou d'éventuels perturbateurs endocriniens.

## Étymologie
Son nom spécifique, bousfieldi, lui a été donné en l'honneur de Edward Lloyd Bousfield (1926-2016), biologiste marin canadien. 